# Nauders

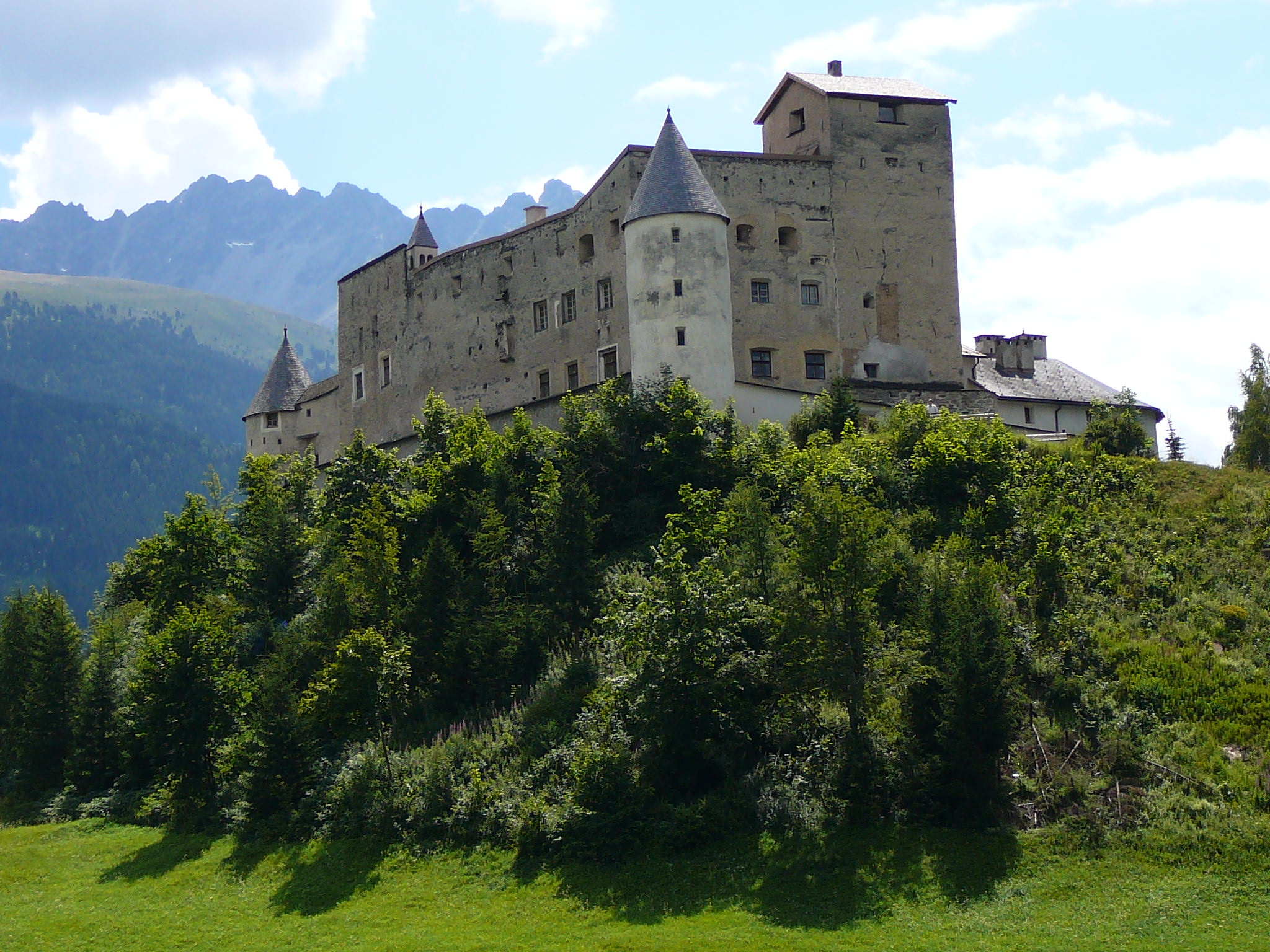
Burcht Naudersberg

Nauders (Reto-Romaans: Danuder) is een gemeente in het district Landeck in de Oostenrijkse deelstaat Tirol. Het dorp ligt centraal in een groot skigebied.
Het dorp ligt op een hoogte van 1394 Meter über Adria, heeft 1516 inwoners (1 april 2009) en meer dan 4200 gastbedden. De gemeente is 90,2 km² groot. De inwoners leven voornamelijk van landbouw en toerisme.

## Geografie
Nauders ligt in een hoogdal boven het Inndal tussen de Finstermünzpass in het noorden en de Reschenpass in het zuiden en behoort geografisch gezien tot de Vinschgau. Op het drielandenpunt op een hoogte van 2179 meter in het zuidwestelijke punt van de gemeente raken de grenzen van Oostenrijk, Zwitserland en Italië elkaar. Ten zuidwesten van Nauders liggen de Grünsee en de Schwarze See.

### Buurgemeenten
Ten zuiden van Nauders, net na de Reschenpas in Italië ligt het buurdorp Reschen (It. Resia), dat tot de gemeente Graun im Vinschgau behoort. Het dorp ligt net ten noorden van de Reschensee.
Ten noorden van Nauders ligt Pfunds. Deze plaats ligt op een kruising van 3 wegen: de weg richting Landeck, richting Samnaun en richting Nauders.
Westelijk van Nauders ligt het kleine dorp Martina met 114 inwoners. Dit dorpje ligt in Zwitserland en is onderdeel van de gemeente Valsot in het kanton Graubünden.

## Bezienswaardigheden
Tussen de oude en de nieuwe Reschenstraße staat de burcht Naudersberg aan de zuidkant van het dorp op een hoogte het herkenningsteken van Nauders. De burcht bestaat al minstens sinds de 13e eeuw, toen de graven van Tirol hier heersten. Aartshertog Sigismund, en later keizer Maximiliaan hebben de burcht tot een vesting met torens en poort laten verbouwen. In de 15e eeuw was het gebied namelijk nogal eens het strijdtoneel als omstreden landsgrens tussen de Tirolers en de Engadiner "Bündnern".
Voor de burcht staat de heilige Boom van Nauders. Deze kleine kapel aan de voet van de Naudersberg is gewijd aan de heilige Leonhard (beschermheilige van het vee).
Aan de oostkant van het vaak gebrandschatte Nauders verraadt de parochiekerk (1512) haar aanwezigheid door haar hoge slanke toren met rode torenspits.

## Informatie wintersportgebied Nauders
Het skigebied Bergkastel bestaat uit:
| Bergkastel                     |                        |
| hoogte                         | 1400 m tot 2850 m      |
| aantal pisten blauw rood zwart | 65 km 28 km 30 km 7 km |
| aantal liften                  | 11                     |
| Gondelbanen                    | 1                      |
| Stoeltjesliften                | 6                      |
| Sleepliften                    | 4                      |

## Omliggende bergen
Bergen om Nauders grenzen in het noordoosten aan de Ötztaler Alpen met de Tscheyegg (2.666 m) en de Gueserkopf (2.850 m), in het oosten liggen de Kleine Schafkopf (2.742 m) en de Piengkopf (2.792 m). In het zuidoosten de Großer Schafkopf (2.998 m), Mautaunkopf (2.892 m), Plamorter Spitze (2.982 m), Klopaierspitze (2.918 m) en Bergkastelspitze (2.912 m) het grensgebied naar Italië. De Piz Lad (2.808 m) - der Nauderer Hausberg - behoort tot de Sesvennagroep en ligt niet binnen de gemeente maar op de grens van Zwitserland en Italië.
|  |  |  |  |

## Geboren in
- Carl Blaas (1815-1894), kunstschilder